# Werner Frohn
Werner Frohn (* 12. April 1929 in Zscherndorf, Kreis Bitterfeld; † 2. Juli 2002 in Fulda) war ein Wirtschaftsmanager der DDR und Politiker der SED, der zwischen 1970 und 1990 Generaldirektor des VEB Petrolchemisches Kombinat Schwedt war.

## Leben

### Berufsausbildung und Parteifunktionär
Frohn, Sohn eines Kesselschmieds und einer Arbeiterin, absolvierte nach dem Besuch der Volksschule eine Berufsausbildung zum kaufmännischen Angestellten bei der Stadtverwaltung in Bitterfeld. Er wurde während des Zweiten Weltkrieges noch 1945 zum Militärdienst in der Wehrmacht eingezogen und befand sich von Mai bis August 1945 in sowjetischer Kriegsgefangenschaft in einem Lager in Brandenburg.
Nach Kriegsende kehrte er zur Stadtverwaltung Bitterfeld zurück und war dort zuletzt bis 1952 Leiter der Abteilung Sozialwesen. Er trat während dieser Zeit 1946 zunächst der SPD sowie später der SED als Mitglied bei. Neben seiner beruflichen Tätigkeit war er zwischen 1949 und 1951 Erster Sekretär der FDJ-Stadtleitung Bitterfeld und anschließend Leiter der Abteilung Parteien und Massenorganisationen der SED-Kreisleitung im Kreis Bitterfeld, ehe er danach zwischen 1953 und 1964 Referatsleiter beziehungsweise stellvertretender Leiter einer Abteilung im VEB Elektrochemisches Kombinat Bitterfeld war. Zwischenzeitlich fungierte er auch als Sekretär der SED-Grundorganisation im VEB Elektrochemisches Kombinat Bitterfeld und absolvierte von 1954 bis 1959 ein Fernstudium an der Karl-Marx-Universität Leipzig, das er als Diplom-Wirtschaftswissenschaftler abschloss.

### Generaldirektor des VEB Petrolchemisches Kombinat Schwedt und ZK-Mitglied
1964 wurde Frohn zunächst Ökonomischer Direktor des VEB Elektrochemisches Kombinat Bitterfeld und anschließend 1968 1. Stellvertretender Generaldirektor des VEB Petrolchemisches Kombinat Schwedt, ehe er zwischen März 1970 und 1990 Generaldirektor des VEB Petrolchemisches Kombinat Schwedt (PCK) sowie Werkdirektor des Stammbetriebes Schwedt, der nach seiner Neuerrichtung im April 1964 mit der Veredelung von Erdöl aus der Sowjetunion begann und damit neben dem VEB Leuna-Werke „Walter Ulbricht“ (LWWU) zum wichtigsten Produzenten von Treib- und Grundstoffen für die Herstellung synthetischer Fasern in der DDR wurde. Neben seiner Tätigkeit als Generaldirektor des VEB PCK Schwedt war er auch Vorsitzender des Nationalen Komitees für Erdölkongresse, Leiter der DDR-Delegation in der Ständigen Kommission für Erdöl und Erdgas im Rat für gegenseitige Wirtschaftshilfe (RGW), Mitglied des Wirtschaftsrates DDR-USA sowie Leiter des Unterausschusses für Wissenschaft und Technik im Wirtschaftsrat DDR-USA.
Frohn, der zwischen 1971 und 1976 Mitglied der SED-Bezirksleitung im Bezirk Frankfurt (Oder) war, wurde auf dem VIII. Parteitag der SED vom 15. bis 19. Juni 1971 zum Mitglied des ZK gewählt und gehörte diesem bis zum geschlossenen Rücktritt des ZK am 3. Dezember 1989 an. Während dieser Zeit wurde ihm 1974 der Vaterländische Verdienstorden verliehen und er gehörte 1978 auch zu den Mitinitiatoren der Schwedter Initiative unter der Losung „Weniger produzieren mehr“, eine in der DDR neuartige Strategie zur Steigerung der Arbeitsproduktivität und Freisetzung von Arbeitskräften für andere Produktionsbereiche.
Nachdem ihm 1979 das Banner der Arbeit verliehen wurde, erhielt Frohn 1980, der 1980 auch seine Promotion zum Dr. rer. oec. am Zentralinstitut für sozialistische Wirtschaftsführung (ZISW) abschloss, den Ehrentitel Held der Arbeit sowie die Verdienstmedaille der Organe des Ministeriums des Innern. Darüber hinaus wurde ihm 1981 auch der Kampforden „Für Verdienste um Volk und Vaterland“, 1982 erneut der Vaterländische Verdienstorden sowie zuletzt 1989 der Karl-Marx-Orden verliehen, der bedeutendste und höchstdotierte Verdienstorden der DDR.
Im November 1989 wurde er Mitglied der Redaktionskommission, die ein Aktionsprogramm mit dem Titel Schritte zur Erneuerung erarbeitete. Dieser Redaktionskommission gehörten außer dem Vorsitzenden Siegfried Lorenz die Mitglieder Hans Modrow, Eberhard Heinrich, Wolfgang Herger, Helmut Koziolek, Werner Scheler, Gerd Schulz, Gerhard Schürer, Hans-Jürgen Trümper, Moritz Mebel, Wolfgang Junker, Hans-Joachim Hoffmann, Alexander Schalck-Golodkowski, Gerhard Beil, Horst Brünner, Wolfgang Rauchfuß, Heinz Mirtschin, Oskar Fischer, Helga Labs, Hans-Joachim Willerding, Arnold Zimmermann sowie Helmut Semmelmann an.
Nach der deutschen Wiedervereinigung 1990 trat er in den Vorruhestand.

## Veröffentlichung
- Rationalisierung in neuen Dimensionen. Die Schwedter Initiative, Berlin 1979